# Nexø
Nexø er en tidligere købstad på Bornholm og øens næststørste by med 3.655 indbyggere  (2024), beliggende på østkysten 9 km syd for Svaneke og 30 km øst for kommunesædet Rønne. Byen ligger i Bornholms Regionskommune, der hører til Region Hovedstaden.
Nexø hører til Nexø Sogn, og Nexø Kirke ligger i byen.

## Erhverv
Nexø er præget af den store fiskerihavn, som blev kraftigt udbygget i 1980'erne, men siden er erhvervsfiskeriet gået kraftigt tilbage, og nu er kun få fiskefartøjer hjemmehørende i byen. Turismen trives til gengæld, og i sommerhalvåret har der tidligere været hyppig færgeforbindelse med Kołobrzeg i Polen, men ruten blev nedlagt på grund af COVID-19-pandemien og er endnu ikke genoptaget i år 2023 . I Nexø ligger Bornholms Glas- og Keramikskole og byens gamle røgeri.

## Historie

### Middelalderen
Byens ældste privilegier skal angiveligt stamme fra Lunds ærkebiskop Peder i 1346.
Nexø nævnes som købstad i 1451 og fik sine privilegier bekræftede i 1555. Colbergerne handlede meget på Bonholm og især i Nexø, hvor de havde et eget gilde. Ved lübeckernes angreb på øen i 1510 blev byen afbrændt.

### Renæssancen
Byen led meget ved de svenskes overfald den 9. juni 1645, da de under Wrangel beskød og plyndrede den. Under pesten 1654 døde 413 mennesker i byen. I 1658 angaves den at have 100 borgere.
Byen har haft en latinskole, der dog har været meget ubetydelig (i 1621 havde den 12 elever).

### Under enevælden
Den 28. oktober 1756 hærgedes byen af en voldsom ildebrand.
I 1769 var indbyggertallet 1.172.
Fra naturens hånd er Nexø ikke særligt velegnet som havn, men i takt med at behovet for udførsel af varer fra byen steg, blev havneanlægget forbedret og udbygget. I 1700-tallet var der behov for udførsel af store og tunge varer, nemlig sandsten fra det i 1754 åbnede Frederiks Stenbrud. Herfra blev der leveret sten til Frederiksstadens palæer og til gravsten og monumenter som fx Frihedsstøtten i København.

### Den tidlige industrialisering
Nexøs befolkning var stigende i slutningen af 1800-tallet og begyndelsen af 1900-tallet: 1.403 i 1850, 1.414 i 1855, 1.485 i 1860, 1.584 i 1870, 1.999 i 1880, 2.322 i 1890, 2.523 i 1901, 2.575 i 1906 og 2.708 i 1911.
Ved slutningen af 18. det århundrede havde Nexø kun et 2 fod dybt, meget lille havnebassin, og byens få fartøjer måtte ligge uden for, fortøjede mellem to bolværker. Da tog befolkningen selv fat på anlægget af en havn, som ved 1810 havde en dybde af 6 fod og derover, men indløbet var kun mellem 5 og 6 fod dybt; senere gjordes der flere forbedringer, navnlig ved opførelsen af nye bolværker og indløbets uddybning til omtrent 7 fod. Dernæst anlagdes 1879 under ledelse af ingeniør H. Zahrtmann, og med 72.000 kr. i tilskud fra staten, et nyt, i sandstensgrunden udsprængt havnebassin nord for det gamle, og i 1891 forlængedes molerne, lige som der samtidig byggedes en tørdok, ligeledes under ledelse af Zahrtmann (indviet 25. januar 1892), den første kommunale tørdok i Danmark; den blev sprængt ud af et gammelt sandstensbrud og kostede omtrent 30.000 kr. og kunne lukkes med en pontonport; den kunne optage skibe af 165 fods længde og 12 fods dybgang. Havnen bestod her efter af den omtrent 8.400 kvadratalen store gamle havn med en dybde af 11 fod og en bolværkslængde af 460 alen, og den 9.760 kvadratalen store nye havn med en dybde af 14 fod og 430 alen bolværkslængde. Havnepladsens størrelse var omtrent 45.800 kvadratalen. Desuden lå der vest for den gamle havn en bådehavn med 4 fod vand. Ved indløbet til de to havnebassiner var der porte, som kunne holde dønning ude. Ud for indløbet, med 12 fod vand, lå der en omtrent 600 alen lang bølgebryder. Havnevæsenet blev bestyret af et udvalg af byrådet, der bestod af borgmesteren som formand og 4 andre medlemmer, hvoraf de to blev valgt af byrådets midte, de to uden for dette.
Af fabrikker og industrielle anlæg havde byen ved århundredeskiftet: 1 stenhuggeri (omtrent 65 arbejdere; Stenene tages fra Helledsgaarden ved Helvedesbakkerne), 1 jernstøberi og maskinværksted (omtrent 30 arbejdere), Bornholms Falstagstens-fabrik, 1 brændevinsbrænderi (aktieselskab, stiftet 1848), 1 ølbryggeri, 1 skibs- og bådebyggeri og 4 møller.
Efter næringsveje fordeltes folkemængden i 1890 i følgende grupper, omfattende både forsørgere og forsørgede: 139 levede af immateriel virksomhed, 990 af håndværk og industri, 275 af handel og omsætning, 199 af søfart, 213 af fiskeri, 106 af jordbrug og 7 af gartneri, mens 191 fordeltes på andre erhverv, 35 nød almisse, 1 var i fængsel, og 166 levede af deres midler. Ifølge en opgørelse i 1906 var indbyggertallet 2.575, heraf ernærede 174 sig ved immateriel virksomhed, 138 ved landbrug, skovbrug og mejeridrift, 147 ved fiskeri, 1.155 ved håndværk og industri, 311 ved handel med mere, 301 ved samfærdsel, 276 var aftægtsfolk, 57 levede af offentlig understøttelse og 16 af anden eller uangiven virksomhed.

### Nexøbanen
De Bornholmske Jernbaner (DBJ) åbnede den første strækning 13. december 1900 mellem Rønne og Nexø. Nexø Station blev anlagt midt i byen, hvor der nu er busstation. Ud for perronen var der 4 spor, hvoraf de 3 var samlet i en drejeskive for enden af stationen. Spor 4 fortsatte som havnespor, der havde adgang til det ene spor i den tosporede remise, som der også var adgang til fra den anden ende. Ved varehuset var der læssespor med kreaturfold, siderampe og stikspor til perronen.
Det sidste tog på Nexøbanen kørte 29. september 1968, og sporet blev senere taget op. Stationsbygningen blev revet ned i 1973, men remisen rummer nu Bornholms Jernbanemuseum, der fortæller om DBJ. Fra Søbækken i Nexø til Balka Strand går der en asfalteret sti på 2½ km, som er anlagt på banens tracé.

### Mellemkrigstiden
Gennem mellemkrigstiden var Nexøs indbyggertal svagt voksende: i 1916 havde byen 2.722 indbyggere, i 1921 2.724 indbyggere, i 1925 2.767 indbyggere, i 1930 2.819 indbyggere, i 1935 2.817 indbyggere og i 1940 2.934 indbyggere. Nogen forstadsudvikling skete ikke.
Ved folketællingen i 1930 havde Nexø 2.819 indbyggere, heraf ernærede 170 sig ved immateriel virksomhed, 959 ved håndværk og industri, 344 ved handel mm, 309 ved samfærdsel, 325 ved landbrug, skovbrug og fiskeri, 264 ved husgerning, 427 var ude af erhverv og 21 havde ikke oplyst indkomstkilde.

### 2. verdenskrig
Den 7. og 8. maj 1945 blev Nexø ligesom Rønne ramt af et voldsomt russisk luftbombardement, der ødelagde ca. 750 af byens ca. 900 huse helt eller delvist. Derfor præges området omkring havnen og torvet af byggeri fra slutningen af 1940'erne, mens der længere fra bymidten stadig er hyggelige bymiljøer med gamle bindingsværkshuse.

### Efterkrigstiden
Efter 2. verdenskrig fortsatte Nexø sin svage befolkningsudvikling. I 1945 boede der 3.074 indbyggere i købstaden, i 1950 3.280 indbyggere, i 1955 3.276 indbyggere, i 1960 3.220 indbyggere og i 1965 3.418 indbyggere.

### Nexø Kommune
Med kommunalreformen i 1970 bortfaldt begrebet købstad, men Nexø blev kommunesæde i Nexø Kommune, der omfattede købstæderne Nexø og Svaneke samt 3 omliggende sognekommuner. I 2003 sluttede Nexø Kommune sig sammen med Bornholms Amts 4 andre kommuner og selve amtskommunen og dannede Bornholms Regionskommune, der fungerede både som kommune og amtskommune indtil 2007 og også efter kommunalreformen i 2007 beholdt visse opgaver, som i resten af landet varetages af regionerne.

## Navnet
Da byen fik sine købstadsrettigheder, hed byen Neksø. Det stammer oprindeligt fra dens beliggenhed, nemlig, på et hjørne af kysten. På Bornholmsk ofte benævnt som nakke.
Byens navn har ofte skiftet stavemåde. I kirkebøgerne for 1688-1756 for eksempel står der både Neksø & Nexöe.
- 1757-1815 Neksø
- 1823-1855 Nexø & Nexøe
- 1857-1886 Nexøe
- 1885-1891 Nexø
- 1892-1915 Neksø
- 1915-1922 Nexø
- I folketællingen fra 1925 er det stavet Neksø. Målebordsbladene har stavemåden Nexö.

I 1997 besluttede byrådet, at Nexø skulle være den officielle stavemåde, og efterhånden er den også slået igennem på de fleste vejskilte.

## Demografi
Nexøs indbyggertal har vokset siden starten af 1800-tallet.
- 1801: 1.274
- 1850: 1.403
- 1901: 2.523
- 1930: 2.819
- 1950: 3.280
- 2008: 3.833

## Kultur
Nexø Museum er indrettet i byens ældste bygning, der blev opført i 1796. Her fortælles om byens historie, både som fiskerleje og under besættelsen og bombardementet.
Bornholms Jernbanemuseum har en udstilling om De Bornholmske Jernbaner.

### Kirke
Det er ikke muligt med sikkerhed at fastslå Nexø Kirkes alder. Måske er den ældste del fra 1300-tallet.[kilde mangler] Oprindeligt var kirken blot et kapel indviet til sømændenes skytshelgen Sankt Nikolaus. Murene blev 1730-31 forhøjet med 4 alen (ca. 2 m), og vinduerne fik den nuværende størrelse. Tårnet er fra 1500-tallet. Spiret med det løgformede kobbertag er sat op i 1910. Der var et lignende spir fra 1620 til 1797. Våbenhuset på sydsiden af kirken og ligkapellet på nordsiden er fra 1700-tallet. Det nordre sideskib er tilbygget i 1760.

### Sport
Nexø Stadion er hjemmebane for NB Bornholm (tidligere Nexø Boldklub). Der er plads til omkring 3.000 tilskuere, hvoraf de 900 er siddepladser.
1. etape af PostNord Danmark Rundt 2025 starter i Nexø.

## Notable bysbørn
- H.C. Sonne (1817-80), præst. Startede i 1866 Danmarks første levedygtige brugsforening i Thisted.
- Martin Andersen Nexø (1869-1954), forfatter. Tog navn efter byen, som familien flyttede til i 1877. Hans barndomshjem er nu museum.[20]

## Galleri
- Det gamle røgeri
- H.C. Sonnes fødehjem
- Gadeparti - Aasen
- Gadeparti - Nørregade
- Nexø Havn
- Paradisvej med udsigt mod Paradisbakkerne
- Rutebåd til Polen
- Udsigt til Nexø fra banestien fra Balka